# Die kleine Hexe (2018)
Die kleine Hexe ist ein deutsch-schweizerischer Film des Regisseurs Michael Schaerer aus dem Jahr 2018. Die Realverfilmung basiert auf dem gleichnamigen Kinderbuch von Otfried Preußler aus dem Jahr 1957.

## Handlung
Die kleine Hexe lebt mit ihrem sprechenden Raben Abraxas in einem kleinen, windschiefen Häuschen im Wald. Ihr sehnlichster Wunsch ist es, mit den großen Hexen auf dem Blocksberg mitfliegen und mitfeiern zu dürfen.
Beim Versuch, sich in der Walpurgisnacht unerlaubt den anderen Hexen anzuschließen und mitzutanzen, wird die kleine Hexe von ihrer Tante Muhme Rumpumpel entdeckt und ihr Hexenbesen zur Strafe verbrannt, weshalb sie „drei Tage und drei Nächte“ lang braucht, um heimzukommen, und sich beim Herrn Pfefferkorn im Ort einen neuen Besen kauft. Zusätzlich wird in Aussicht gestellt, dass sie an der nächsten Walpurgisnacht teilnehmen darf, falls es ihr bis dahin gelingt, eine gute Hexe zu sein.
Deshalb bemüht sich die kleine Hexe ein Jahr lang, ausreichend gute Taten zu vollbringen. So hilft sie zum Beispiel drei alten Frauen, die im Wald Feuerholz suchen und auf dem Boden keines finden, indem sie einen Sturm erzeugt, der viele Äste und Rindenstückchen von den Bäumen abschüttelt.
Nebenbei lernt sie auch die beiden Wirtshauskinder Vroni und Thomas kennen, die bei ihr vor der Haustür stehen, weil sie sich verlaufen haben. Sie bittet die beiden reinzukommen und führt ihnen Zaubertricks vor. Da das an einem Freitag passiert, an dem Hexen eigentlich nicht hexen dürfen, erscheint wie aus dem Nichts, nachdem Vroni und Thomas wieder gegangen sind, plötzlich die Muhme Rumpumpel, die zuerst Verdacht von der Hexerei schöpft, aber schließlich davon überzeugt ist, dass die kleine Hexe nicht gehext hat.
Als sie sich nach einem Jahr wieder beim Hexenrat meldet, stellt sich jedoch heraus, dass nach Auffassung des Hexenrats eine Hexe gut darin sein soll, böse zu sein und nicht anderen Leuten helfen soll. Also soll sie damit bestraft werden, das Holz für den Scheiterhaufen der Walpurgisnacht zusammenzutragen. Sie entschließt sich, weiterhin gutes zu tun und verwandelt die Kinder nicht, wie sie beauftragt wurde, in Steine und gibt ihnen lieber einen Schutzzauber. Stattdessen aber rächt sie sich, indem sie den großen Hexen „das Hexen abhext“, sie alle in Kröten verwandelt und deren Zauberbücher und Besen herbeizaubert. Diese benutzt sie dann als Scheiterhaufen für ihre eigene Walpurgisnacht, die sie fröhlich mit Abraxas abhält.

## Produktion
Der Film wurde unterstützt vom:
- FilmFernsehFonds Bayern,
- der Mitteldeutschen Medienförderung,
- der nordmedia Film- und Mediengesellschaft Niedersachsen/Bremen,
- der MFG Filmförderung Baden-Württemberg,
- der Filmförderungsanstalt,
- dem Deutschen Filmförderfonds,
- der Beauftragten der Bundesregierung für Kultur und Medien (BKM) und
- der MEDIA Development Förderung

sowie aus der Schweiz vom
- Bundesamt für Kultur,
- der Zürcher Filmstiftung,
- Schweizer Radio und Fernsehen und
- dem Teleclub.[3]

Der Film kam am 1. Februar 2018 in die deutschen Kinos und wird vom Unternehmen Studiocanal vertrieben. Die Fernseh-Erstausstrahlung folgte am 26. Dezember 2020 im ZDF.
Drehorte waren Blankenburg (Harz), Wunsiedel, Erfurt, Heldrungen (Ortsteil von An der Schmücke) sowie das Kloster Veßra.

## Rezeption
Der Filmdienst schreibt, dass es eine „gelungene Verfilmung des Kinderbuch-Klassikers von Otfried Preußler“ sei.
Die Filmkritik des NDR sagt, dass „der Film aufs Grundschulalter zugeschnitten sei, die Musik märchenhaft und manche Zauberei herzerfrischend lustig. Auch Otfried Preußlers Tochter Susanne Preußler-Bitsch sei von der Buchverfilmung überzeugt“.

## Auszeichnungen
- Bayerischer Filmpreis, Preisträger 2017 in der Kategorie Bildgestaltung
- Schweizer Filmpreis 2018 in der Kategorie Beste Filmmusik
- Deutscher Filmpreis 2018, Nominierung in der Kategorie Bester Kinderfilm
- Romyverleihung 2018, Nominierung in der Kategorie Beste Bildgestaltung Kino-Film
- Gilde-Filmpreis 2018 – Bester Kinderfilm[6]